# City of Leeds
Leeds – dystrykt metropolitalny w hrabstwie ceremonialnym West Yorkshire w Anglii.

## Miasta
- Farsley
- Garforth
- Guiseley
- Horsforth
- Leeds
- Morley
- Otley
- Pudsey
- Rothwell
- Wetherby
- Yeadon

## Inne miejscowości
Aberford, Adwalton, Allerton Bywater, Arthington, Bagley, Bardsey, Barwick in Elmet, Barwick in Elmet and Scholes, Boston Spa, Bramham, Bramham cum Oglethorpe, Bramhope, Brown Moor, Carlton, Collingham, East Ardsley, East Keswick, Eccup, Harewood, Ledsham, Ledston, Linton, Lofthouse, Lower Mickletown, Methley, Middleton, Oulton, Pool-in-Wharfedale, Potterton, Rawdon, Scarcroft, Scholes, Thorp Arch, Tingley, Walton, Weardley, Woodkirk, Woodlesford, Wothersome.